# Štěpán Hulík

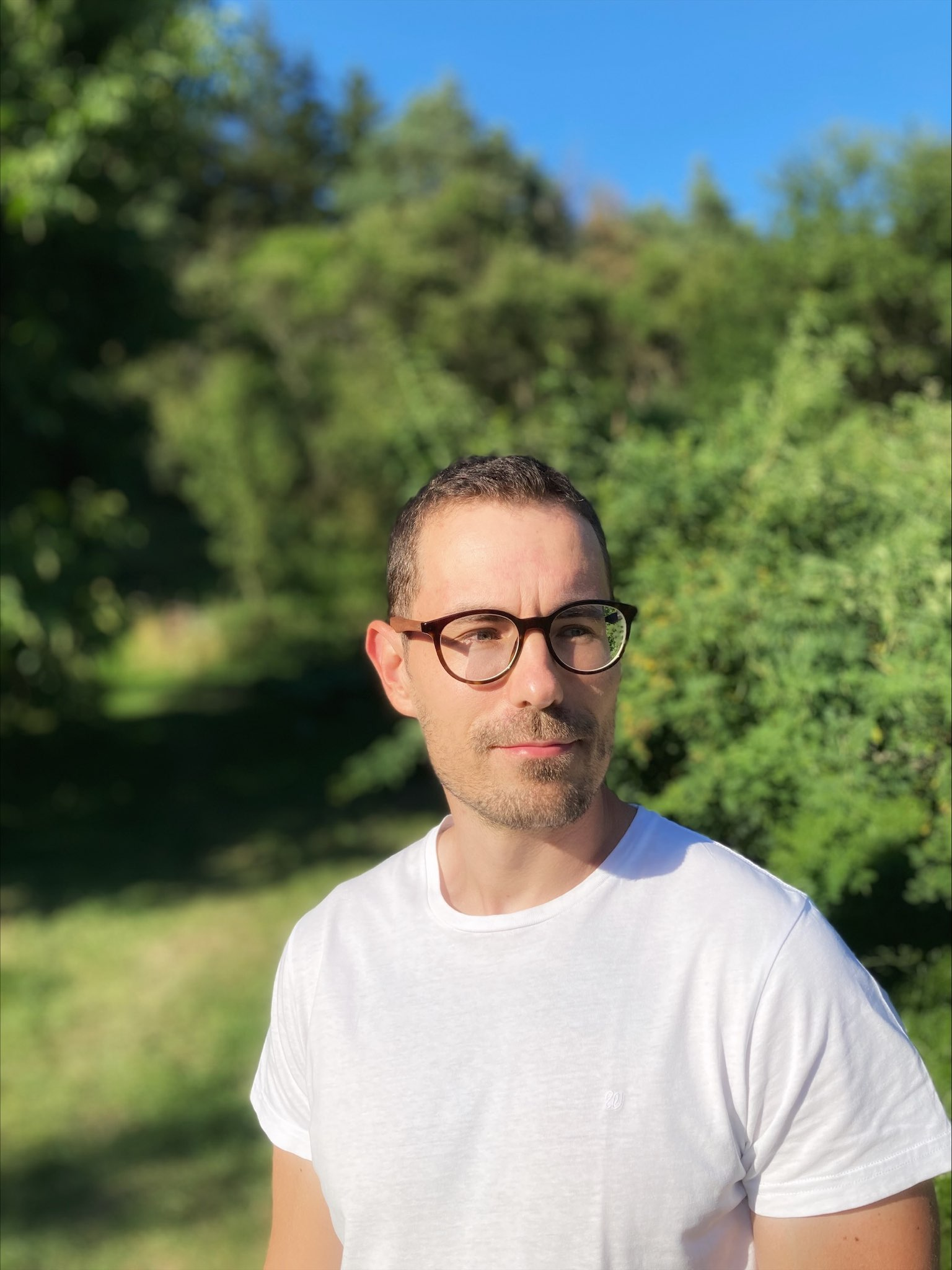
Štěpán Hulík, 2022

Štěpán Hulík (* 26. Mai 1984 in Uherské Hradiště) ist ein tschechischer Drehbuchautor und Filmhistoriker.

## Leben
Nach seinem Schulabschluss in seiner Geburtsstadt Uherské Hradiště studierte Štěpán Hulík Filmwissenschaften an der Karls-Universität und Drehbuchschreiben an der Film- und Fernsehfakultät der Akademie der Musischen Künste, beide in Prag. Seine preisgekrönte Abschlussarbeit in Filmwissenschaften schrieb er über die Normalisierung in den Filmstudios Barrandov.
Sein Debüt als Drehbuchautor gab er 2013 mit der preisgekrönten Miniserie Burning Bush – Die Helden von Prag. Die von Agnieszka Holland inszenierten Episoden basieren auf wahren Begebenheiten und erzählen von den Folgen und Nachwirkungen der öffentlichen Selbstverbrennung des Studenten und Demonstranten Jan Palach nach der Niederschlagung des Prager Frühlings. Für seine Arbeit wurde er mit einem Český lev als Bester Drehbuchautor ausgezeichnet.

## Filmografie
- 2013: Burning Bush – Die Helden von Prag (Hořící keř, Miniserie)
- 2016: Wasteland – Verlorenes Land (Pustina, Miniserie)